# Wężewo (Mazovie)
Pour les articles homonymes, voir Wężewo.
Wężewo (prononciation : [vɛ̃ˈʐɛvɔ]) est un village polonais de la gmina de Krasne dans le powiat de Przasnysz de la voïvodie de Mazovie dans le centre-est de la Pologne.
Il se situe à environ 12 kilomètres au sud de Przasnysz (siège du powiat) et à 78 kilomètres au nord de Varsovie (capitale de la Pologne).
Le village compte approximativement une population de 300 habitants.

## Histoire
De 1975 à 1998, le village appartenait administrativement à la voïvodie de Ciechanów.